# 湯米·克魯茲
湯米·克魯茲（英語：Tommy Cruz、1951年2月15日—），出生於波多黎各阿羅約，美國籍，為前美國職棒、日本職棒的選手，守備位置為外野手，現則專職於打擊教練。

## 生涯
1980年4月5日，對西武獅的比賽中是日職的初次登場，以先發三棒、右外野手的身份上場守備。1980年4月8日，對阪急勇士隊山下浩二於二局上擊出日職生涯首支安打。1980年4月21日，對南海鷹隊杉田久雄於五局上擊出日職生涯的首轟，且為首打點。1984年9月17日，對羅德獵戶星隊石川賢於八局下擊出日職生涯的第100轟。2014年5月，到台灣擔任爆米花夏季棒球聯盟的崇越隼鷹隊打擊教練。2014年11月，擔任第一屆U21世界盃棒球賽的中華成棒代表隊打擊教練。2015年12月7日與中信兄弟隊簽下新球季為期6個月的客座打擊教練合約，於2016年1月16日向球團報到。

## 外部連結
- 湯米·克魯茲在台灣棒球維基館上的頁面（繁體中文）
- 湯米·克魯茲在日本職棒官網（英语）
- 湯米·克魯茲在Baseball-Reference.com（大聯盟）（英语）
- 湯米·克魯茲在Baseball-Reference.com（小聯盟以及海外聯盟）（英语）
- 湯米·克魯茲在ESPN（MLB）（英语）
- 湯米·克魯茲在FanGraphs.com（英语）
- 湯米·克魯茲在Retrosheet（英语）
- 湯米·克魯茲在The Baseball Cube（英语）